# Sony Xperia Z3 Compact
Sony Xperia Z3 Compact，是索尼於2014年9月3日發佈的旗艦手機，搭載4.6吋螢幕、2.5 GHz四核心處理器、2GB記憶體、2,070萬畫素 25mm G鏡且支援4K錄影，120fps慢動作錄影。此外防塵性能、相機性能、電池續航力相對於上一代的Xperia Z1 Cpmpact有所提升，手機厚度則更為下降。
Xperia Z3 Compact為安卓操作系统的輕旗艦智慧型手機，作為它的前一代Sony Xperia Z1 Compact的後續機型。同期的競爭對手有HTC One Mini 2，Samsung Galaxy Alpha，LG G3 Beat，iPhone 6。

## 发布
Sony Xperia Z3 Compact在2014年9月3日德國举行的IFA上發佈。在此同時，同系列的Z3與Z3 Tablet Compact也一起上市。

## 設計特點
在新一代的Xperia Z3 Compact中，硬體規格比照Z3。除了螢幕大小、解析度、記憶體為2GB之外，性能基本上差異不大。

## 顏色
顏色包括：
| 顏色 | 名稱 | 英語   | 備註             |
| ---- | ---- | ------ | ---------------- |
|      | 黑色 | Black  | 邊框是很深的藍色 |
|      | 白色 | White  | 前方版面也是白色 |
|      | 橘色 | Orange |                  |
|      | 綠色 | Green  |                  |

本機設計走自然色彩路線。
黑色其實是很深的藍色有如夜晚的星空，白色有如天空上飄動的白雲，橘色就像是夕陽般的色彩，綠色則是陽光灑落湖中，湖水折射出來的顏色。

## 照相與錄影
- 20.7 百萬畫素相機，具備自動對焦功能
- 8 倍數位縮放
- ISO 12800
- Sony Exmor RS 行動影像感應器技術
- 4K 解析度錄影功能
- 正面相機、FHD 1080p 視訊通話畫質及前置相機 2.2 MP 相機拍攝畫質
- 脈波 LED 閃光燈
- SteadyShot™ – 影片穩定功能
- 高級自動 – 自動場景選擇
- 相片和影片拍攝 HDR 功能
- 連拍模式(30fps)
- Social live
- 影像穩定器
- 地理位置標籤 – 新增地點資訊至您的相片
- 物件追蹤 – 針對特定物件鎖定對焦
- 紅眼消除

## 音效
- Sony 3D 環繞音效技術 (VPT)
- ClearAudio+ (音質提升軟體)
- xLoud™ 體驗
- DSEE HX
- 高解析音訊(Hi-Res Audio)

## 螢幕
Xperia Z3 Compact維持 HD 解析度 4.6 吋 IPS 螢幕。
搭配全新 Super Vivid超逼真顯示技術，使螢幕顯示的內容更逼近親眼所見。
在關機選項中新增30fps的螢幕錄影功能，可錄下使用者在螢幕上所做的變更。

## 裝置資訊
| 前任： Sony Xperia Z1 Compact | Sony Xperia Z3 Compact 2014 | 繼任： Sony Xperia Z5 Compact |